# Barbara Bessola
 (décembre 2024).
La mise en forme du texte ne suit pas les recommandations de Wikipédia : il faut le « wikifier ».
Les points d'amélioration suivants sont les cas les plus fréquents. Le détail des points à revoir est peut-être précisé sur la page de discussion.
- Les titres sont pré-formatés par le logiciel. Ils ne sont ni en capitales, ni en gras.
- Le texte ne doit pas être écrit en capitales (les noms de famille non plus), ni en gras, ni en italique, ni en « petit »…
- Le gras n'est utilisé que pour surligner le titre de l'article dans l'introduction, une seule fois.
- L'italique est rarement utilisé : mots en langue étrangère, titres d'œuvres, noms de bateaux, etc.
- Les citations ne sont pas en italique mais en corps de texte normal. Elles sont entourées par des guillemets français : « et ».
- Les listes à puces sont à éviter, des paragraphes rédigés étant largement préférés. Les tableaux sont à réserver à la présentation de données structurées (résultats, etc.).
- Les appels de note de bas de page (petits chiffres en exposant, introduits par l'outil «  Source ») sont à placer entre la fin de phrase et le point final[comme ça].
- Les liens internes (vers d'autres articles de Wikipédia) sont à choisir avec parcimonie. Créez des liens vers des articles approfondissant le sujet. Les termes génériques sans rapport avec le sujet sont à éviter, ainsi que les répétitions de liens vers un même terme.
- Les liens externes sont à placer uniquement dans une section « Liens externes », à la fin de l'article. Ces liens sont à choisir avec parcimonie suivant les règles définies. Si un lien sert de source à l'article, son insertion dans le texte est à faire par les notes de bas de page.
- La présentation des références doit suivre les conventions bibliographiques. Il est recommandé d'utiliser les modèles {{Ouvrage}}, {{Chapitre}}, {{Article}}, {{Lien web}} et/ou {{Bibliographie}}. Le mode d'édition visuel peut mettre en forme automatiquement les références.
- Insérer une infobox (cadre d'informations à droite) n'est pas obligatoire pour parachever la mise en page.

Pour une aide détaillée, merci de consulter Aide:Wikification.
Si vous pensez que ces points ont été résolus, vous pouvez retirer ce bandeau et améliorer la mise en forme d'un autre article.
 (décembre 2024).
Si vous disposez d'ouvrages ou d'articles de référence ou si vous connaissez des sites web de qualité traitant du thème abordé ici, merci de compléter l'article en donnant les références utiles à sa vérifiabilité et en les liant à la section « Notes et références ».
Barbara Bessola (morte après 1690) est une courtisane française. Elle faisait partie de l'entourage allemand de Marie-Anne-Victoria de Bavière lors de son arrivée en France pour son mariage avec le Dauphin en 1680. En France, elle occupa l'office de Première femme de Chambre.

## Biographie
Elle devint connue à la cour comme l'unique favorite et confidente intime de la Dauphine, qui s'isolait avec elle et négligeait de participer à la vie de la cour et à sa représentation. Les contemporains reprochèrent à Bessola d'avoir isolé la Dauphine, affirmant qu'elle l'empêchait d'apprendre correctement le français en ne parlant qu'allemand avec elle, et qu'elle cherchait à entraver son apprentissage de la langue pour ne pas être remplacée dans son rôle. La Dauphine déclara que Bessola était sa seule faiblesse.
Élisabeth-Charlotte du Palatinat affirma dans ses lettres que Madame de Maintenon ne souhaitait pas que la Dauphine joue un rôle important à la cour, la calomniait auprès du roi et soudoyait Barbara Bessola pour l'isoler. Bessola et Élisabeth-Charlotte ne s'appréciaient pas ; la première accusait l'autre d'être une espionne de Maintenon.
Elizabeth-Charlotte prétendit que Marguerite de Montchevreuil avait été engagée par Maintenon pour éloigner la Dauphine de son époux, et que Bessola l'avait aidée dans cette tâche : 

« Cette dame avait encore une autre créature dans la maison de la Dauphine : c'était Madame de Montchevreuil, gouvernante des filles d'honneur de la Dauphine. Madame de Maintenon l'avait engagée pour mettre le Dauphin en bons termes avec les filles d'honneur, et elle finit par l'éloigner complètement de sa femme. Pendant sa grossesse, qui, ainsi que ses couches, fut extrêmement pénible, la Dauphine ne pouvait sortir ; et cette Montchevreuil profita de cette occasion pour présenter les filles d'honneur au Dauphin afin de chasser et jouer avec lui. Il s'attacha, à sa manière, à la sœur de La Force, qui fut ensuite contrainte d'épouser le jeune Du Roure. [...] Le Dauphin eut une liaison galante avec une autre fille d'honneur de sa femme, nommée Rambures. Il n'affichait aucune dissimulation envers sa femme, ce qui provoqua un grand tumulte. Cette méchante Bessola, suivant les instructions de Maintenon, qui préparait tout, éloigna de plus en plus le Dauphin de son épouse. Celle-ci ne l'aimait pas beaucoup ; mais ce qui lui déplaisait dans ses amours, c'était qu'elles l'exposaient à être ouvertement et constamment ridiculisée et insultée. Montchevreuil la tenait informée de tout ce qui se passait, et Bessola alimentait sa colère contre son mari. »

Barbara Bessola retourna en Allemagne après la mort de la Dauphine en 1690. Elle est mentionnée dans des mémoires et lettres de l'époque.